# Armoracia lacustris
Armoracia lacustris là một loài thực vật có hoa trong họ Cải. Loài này được (A.Gray) Al-Shehbaz & V.Bates mô tả khoa học đầu tiên năm 1987.